# KDE Platform
KDE Platform (dawniej KDELibs) – zestaw frameworków KDE, który stanowi podstawę jego działania. Jest wydawany równolegle z KDE Plasma Workspaces i KDE Software Compilation 4. Został napisany głównie w C++ i zawiera nakładki umożliwiające tworzenie programów w innych językach programowania.

## Technologie
- Interfejs użytkownika
  - Plasma – silnik pulpitu i widżetów panelu
  - KHTML – silnik przeglądarki internetowej
  - KIO (KDE) – framework dostępu do plików
  - KParts – lekki framework komponentów graficznych
  - Sonnet – słownik ortograficzny
  - XMLGUI – pozwala na definiowanie elementów interfejsu graficznego takich jak menu i paski narzędziowe za pomocą plików XML
  - Goya

- Sprzęt i multimedia
  - Phonon – framework multimedialny
  - Solid – framework sprzętowy

- Usługi
  - NEPOMUK
  - KNewStuff – Klasy KDE „Hot New Stuff”
  - Policykit-KDE

- Komunikacja
  - Akonadi

- Gry
  - Gluon
  - KGGZ

- Inne
  - ThreadWeaver – biblioteka umożliwiająca efektywniejsze użycie systemów wieloprocesorowych
  - Kiosk – pozwala na wyłączanie funkcji w KDE, aby mieć większą kontrolę nad środowiskiem
  - Kross
  - KConfig XT
  - ownCloud[3]

## KJS
KJS jest napisanym przez Harri Portena pierwotnie dla przeglądarki Konqueror silnikiem ECMAScript/JavaScript.
Maciej Stachowiak napisał na liście dyskusyjnej, że Apple wydało JavaScriptCore, framework dla OS X oparty na KJS. W ramach projektu WebKit JavaScriptCore został przekształcony w SquirrelFish Extreme, silnik JavaScript, który zamienia kod JavaScript na kod maszynowy.

## ThreadWeaver
ThreadWeaver jest biblioteką programistyczną napisaną dla KDE 4 przez Mirko Boehma, która ułatwia programistom wykorzystanie możliwości wielordzeniowych procesorów. W ThreadWeaver praca jest dzielona na pojedyncze zadania, a następnie ThreadWeaver znajduje optymalny sposób ich wykonywania w zależności od ich relacji. Krita ma implementację filtrów obrazu z użyciem ThreadWeaver, aby uniknąć zawieszenia interfejsu graficznego.